# Каратаев, Олег Гурьевич
Оле́г Гу́рьевич Кара́таев (род. 14 января 1941 года, Ленинград) — советский и российский учёный, криминалист. Доктор технических наук, доктор юридических наук, профессор, старший советник юстиции, заведующий кафедрой теории и истории государства и права Института международного транспортного менеджмента Государственного университета морского и речного флота имени адмирала С. О. Макарова, ранее декан юридического факультета Санкт-Петербургского государственного университета водных коммуникаций.

## Биография
Родился в семье профессора, заслуженного строителя РСФСР Каратаева Гурия Сергеевича, основателя и первого директора Всесоюзного научно-исследовательского института землеройного машиностроения, названого позднее его именем (ВНИИЗеммаш им. Г. С. Каратаева). Гурий Сергеевич был участником Великой Отечественной войны, более 20 лет прослужил в органах Народного комиссариата внутренних дел на руководящих должностях, с 1945 года — заместитель начальника УНКВД по Ленинграду и Ленинградской области.
О. Г. Каратаев с отличием окончил среднюю школу № 189 города Ленинграда и поступил в Высшее Военно-морское училище погранвойск КГБ СССР, впоследствии преобразованное в Ленинградский институт авиационного приборостроения.
С 1964 года по 1988 год служил на боевых кораблях, промышленных предприятиях ВПК и в штабе ВМФ. Был командирован в порядке выполнения спецзадания в ряд социалистических государств: Вьетнам, Болгарию, Кубу. За образцовое выполнение заданий командования награждён рядом государственных наград, имеет благодарности от командующего ВМФ. Кавалер ордена «Знак Почёта». Во время прохождения службы окончил Военно-морскую академию.
В 1968 году под руководством адмирала, профессора С. Я. Березина защитил кандидатскую диссертацию, а в 1977 году — докторскую диссертацию по техническим наукам на темы, связанные с разработкой и эксплуатацией космических средств связи, разведки и радиопротиводействия ВМФ.
В 1984 году ВАК СССР присвоил ему учёное звание профессор.
С 1987 по 1991 год работал проректором по учебной и научной работе Института усовершенствования следственных работников при Генеральной прокуратуре СССР, одновременно заведуя кафедрой криминалистической информатики. Исполнял обязанности ректора в период длительных служебных командировок ректора Александра Ивановича Бастрыкина.
Получил высшие юридическое образование. Защитил докторскую диссертацию по юридическим наукам на тему «Проблемы восстановления национального правосознания русского народа».
С 1989 года на руководящих офицерских должностях в системе Генеральной прокуратуры и Государственного таможенного комитета.
С 1994 года — декан юридического факультета Санкт-Петербургского государственного университета водных коммуникаций (бывший ЛИВТ).
Распоряжением губернатора Ленинградской области от 28 февраля 1997 года № 84-рг назначен членом общественного совета по социальным вопросам и культуре при правительстве Ленинградской области.
Государственный советник речного флота 3 ранга.Член общественного совета Следственного комитета
по Санкт-Петербургу. Член Всероссийской общественной организации ветеранов "Боевое Братство". Председатель правления благотворительного Православного юридического фонда имени профессора Ивана Александровича Ильина. Президент Северо-западного отделения Международной славянской академии. Автор более 80 изобретений, ряда учебников и многих статей.
Помощник заместителя председателя Государственной Думы IV созыва Сергея Николаевича Бабурина.
Явился прототипом героя, Олега Гавриловича Каратаева, в художественной книге Ивана Владимировича Дроздова «Похищение столицы».
Принимал участие в фильме Константина Душенова «Россия с ножом в спине».
Женат. Воспитал троих сыновей, один из которых (по его словам) живёт в Германии с 1989 года, женат на немке, «занимает очень видную должность в правительстве Ангелы Меркель». Другой сын - Каратаев Никита Олегович служит в  ФСКН России в аппарате Государственного антинаркотического комитета в Москве. Третий сын — Каратаев Сергей Олегович — доцент кафедры уголовного права, занимается криминалистикой. Так же помог воспитать внучку, Ксению Сергеевну Каратаеву, которая теперь окончила Университет Аделаиды (Австралия) Bachelor (Hons.) of Chemical Engineering. Любимый прадед Алексы, которая как и Ксения, проживает в Австралии. .

## Труды
- Теория и проектирование многоканальных систем для пространственно-рассредоточенных объектов / Каратаев О. Г., Лившиц А. Р., Беленький А. Б., изд-во: ЛГУ им. А. А. Жданова, 1975.
- Корреляционные измерительные устройства в автоматике. Библиотека по автоматике. / Каратаев О. Г., Березин С. Я.. — Энергия, 1976.
- Вычислительная техника в судовождении : Текст лекций / О. Г. Каратаев ; Ленингр. ин-т вод. трансп., 36 с. ил. 20 см, Л. ЛИВТ 1987.
- Коммутационные устройства / О. Г. Каратаев, 64 с. 20 см, М. Знание 1985.
- Наука и преступность / О. Г. Каратаев, Вечерний Ленинград, 1991.
- Криминалистическая информатика / О. Г. Каратаев, 61,[1] с. ил. 20 см, М. Знание 1991.
- Проблемы электромагнитной совместимости / О. Г. Каратаев, 62,[2] с. ил. 22 см, М. Знание 1988.
- Радиоэлектроника в технике охраны труда / О. Г. Каратаев, Л. Б. Макарова, С. А. Усачев, 62,[2] с. ил. 20 см, М. Знание 1986.
- Технические средства судовождения / О. Г. Каратаев, В. И. Дмитриев, В. Ф. Евменов, В. Д. Ракитин, изд-во «Транспорт».
- Международные проблемы экологической преступности. Контроль и противодействие. Сборник материалов межкафедральной научно-практической конференции, С.-Петербург / Отв. ред.: Тангиев Б. Б., Под общ. ред.: Каратаев О. Г., изд-во: СПГУВК, год издания: 2006, стр:185.
- Муниципальное право России. В 2-х частях: Особенная часть: Учебное пособие. Ч. 2 / Беседина В. А., Васильев А. В., Каратаев О. Г., Под ред.: Васильев А. А., изд-во: СПГУВК, год издания: 2003, стр:251.
- Экологическая преступность // Международные проблемы экологической преступности. Контроль и противодействие. Сборник материалов межкафедральной научно-практической конференции, С.-Петербург / Каратаев О. Г., Коменков Х. Н., изд-во: СПГУВК, год издания: 2006, стр:30—150.
- Правоведение. Учебник для вузов морского и речного транспорта. Гриф УМО МО РФ. / Каратаев О. Г., Тангиев Б. Б., изд-во: Юридический Центр Пресс.
- Бесы. Сборник статей. СПб., 2009 - 176 с.

## Награды
- Орден «Знак Почёта»
- Медаль «50 лет Вооружённых Сил СССР»
- Медаль «60 лет Вооружённых Сил СССР»
- Медаль «Двадцать лет победы в Великой Отечественной войне 1941—1945 гг.»
- Медаль «50 лет Победы в Великой Отечественной войне 1941—1945 гг.»
- Медаль «60 лет Победы в Великой Отечественной войне 1941—1945 гг.»
- Медаль «65 лет Победы в Великой Отечественной войне 1941—1945 гг.»
- Медаль «300 лет Российскому флоту»
- Медаль «В память 300-летия Санкт-Петербурга»
- Знак «Житель блокадного Ленинграда»
- Памятная медаль «В честь 60-летия полного освобождения Ленинграда от фашистской блокады».
- Памятная медаль «В честь 65-летия полного освобождения Ленинграда от фашистской блокады».
- Медаль «300 лет М.В. Ломоносову»
- Юбилейная золотая медаль 160 лет содружества России и Болгарии.
- Медаль 200 лет Военно-морской академии.
- Золотой Почётный знак имени Николая Румянцева «За достижения».
- Юбилейный нагрудный знак «200 лет транспортному образованию России»
- Почётный знак святой Татьяны степени «Наставник молодёжи»